# Izomery
Izomery (gr. isos – równy, meros – część) – związki chemiczne o identycznych sumarycznych wzorach cząsteczkowych, różniące się między sobą sposobami lub kolejnością wiązań atomowych albo ich innym rozmieszczeniem w przestrzeni. 
Przykłady:
- etanol (C2H5OH) i eter dwumetylowy (CH3OCH3)
- kwas cyjanowy (HOCN), kwas izocyjanowy (HONC) i kwas piorunowy (fulminowy) (HCNO)
- izomery geometryczne: kwas fumarowy (trans-butenodiowy) i kwas maleinowy (cis-butenodiowy), oba ze wzorem półstrukturalnym HOOC–CH=CH–COOH.